# 利索韋 (馬林區)
利索韋（烏克蘭語：Лісове），是烏克蘭北部的村莊，隸屬日托米爾州的科羅斯滕區。該村面積0.758平方公里，海拔高度172米，2001年人口34，人口密度每平方公里44.85人。
50°53′1″N 29°8′13″E / 50.88361°N 29.13694°E